# Canale 8
Canale 8 è un'emittente televisiva napoletana a diffusione regionale. Ha fatto parte del circuito televisivo Italia 7, poi rinominato Europa 7, di 7 Gold e di Odeon.

## Storia
Canale 8 fu fondata nel 1987 ed entrò nello stesso anno a far parte del circuito televisivo Italia 7, rinominato nel 1998 Europa 7.
Nel 2003 si affiliò a 7 Gold, per passare poi nel 2007 al network Odeon, al quale rimase legata fino al 2009.
Dispone di 35 ripetitori che diffondono il suo segnale sulla frequenza UHF 27 nell'intero territorio campano, nel basso Lazio e in parte della provincia di Foggia.
Canale 8 è stata la prima emittente televisiva in Italia autorizzata alla sperimentazione sul digitale terrestre e dal primo semestre del 2013 nel formato 16:9.

## Palinsesto

### Principali programmi
- Ne Parliamo il Lunedì
- Mattinalive (Mattin8)
- Linea Calcio
- Goal Show - L'originale (in precedenza su Canale 9)
- 8 Sport
- È che Domenica
- 8 News
- A Tutto Stabia
- Star Bikers

### Attuali
- Moesha (dal 2024, st. 3+)
- 227 (dal 2025, solo st. 5)

### Passati
- Mad Love (2024)

## Canali televisivi (For Tv)
| LCN | Canale          | Note          |
| --- | --------------- | ------------- |
| 75  | TVA             | FTA (HEVC HD) |
| 79  | CalcioNapoli 24 | FTA (HDTV)    |
| 80  | Nuvola TV       | FTA (HDTV)    |
| 81  | TELEISCHIA      | FTA           |
| 82  | LIFE ZONE       | FTA           |
| 84  | RADIO CRC TV    | FTA (HDTV)    |
| 88  | Eduardo         | FTA           |
| 95  | Canale 95 event | FTA           |
| 99  | Campi Flegrei   | FTA           |